# Журавін (Мазовецьке воєводство)
Журавін (пол. Żurawin) — село в Польщі, у гміні Мохово Серпецького повіту Мазовецького воєводства.
Населення — 148 осіб (2011).
У 1975-1998 роках село належало до Плоцького воєводства.

## Демографія
Демографічна структура станом на 31 березня 2011 року:
|          | Загалом | Допрацездатний вік | Працездатний вік | Постпрацездатний вік |
| -------- | ------- | ------------------ | ---------------- | -------------------- |
| Чоловіки | 69      | 17                 | 45               | 7                    |
| Жінки    | 79      | 24                 | 39               | 16                   |
| Разом    | 148     | 41                 | 84               | 23                   |